# Vallon Légió

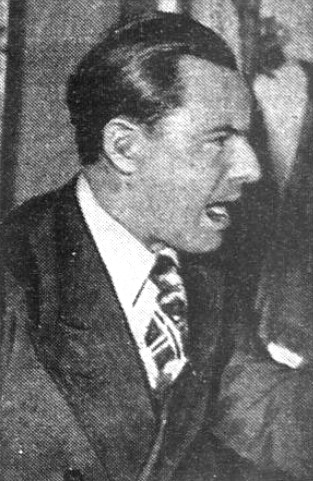
Léon Degrelle 1937-ben.

A Vallon Légió (franciául: Légion Wallonie, szó szerint Vallónia Légió, németül: Wallonische Legion) a Harmadik Birodalom által megszállt Belgiumban, a Waffen-SS által rekrutált katonai egység, amelyet vallon nemzetiségűek alkottak és a Wehrmacht oldalán harcolt a keleti fronton, a Szovjetunió ellen.
Konkurense volt a Flamand Légiónak. A vallon kollaboránsok szándékosan acélból működtek közre saját katonai egység létrehozásában, hogy ne kelljen a flamandoknak alárendelődniük, mivel a korábban vallon vezetésű Belgiumban a német megszállók a velük rokon flamandoknak adtak nagyobb előnyöket.
A szervezést a vallon Rexista Párt és vezetője Léon Degrelle irányították, hogy minél több előnyt szerezzenek a flamandokkal szemben a németeknél. Degrelle már az 1940 májusi inváziót követően tervezte egy Belga Légió felállítását, ám miután látta, hogy a németek a flamandoknak kedveznek és saját katonai egységük alakult ki, ezért döntött a Vallon Légió kialakítása mellett, félve, hogy a Belga Légióban a flamandoknak jutna a vezető szerep.
A Vallon Légió hivatalos megnevezése a Wehrmachtban 373. gyalogsági zászlóalj volt. Még maga Degrelle is beállt a soraiba, sőt sokkal fontosabbnak tartotta a Rexista Pártnál is. A légió 1942 februárjától már harcolt a Szovjetunióban, de nehezen tudta veszteségeit pótolni, mivel nem sokan álltak be Belgiumban a soraiba.
1943 júniusában az SS-Sturmbrigade Wallonien nevű osztagba integrálták, mígnem az egységet a Korszun és Cserkaszi között fekvő katlanban a szovjetek megsemmisítették 1944 februárjában.
A légiót sikerült fenntartani belga és francia kollaboránsokkal, valamint spanyol önkéntesekkel. Előbbiek Belgium 1944-es felszabadítása után menekültek el az országból. Ezek SS-Freiwilligen-Grenadier-Division Wallonien néven harcoltak tovább az előre törő szovjet csapatok ellen Északkelet-Németországban, majd 1945 áprilisában kapituláltak a brit csapatok előtt.

## Előzmények
A második világháború kezdete előtt több belga párt is szimpatizált a náci Németországgal. Vallóniában a legnagyobb ilyen frakció a Rexista Párt volt, amely főleg az antikommunizmus szellemében találkozott a náci ideológiával és az 1936-os választásokon jelentős, 11 és fél százalékos eredményt ért el. 1939-ben a párt támogatása visszaesett és az az évi választásokon már nem érte el az 5%-ot sem.
Az inváziót követően a németek Belgiumot és Észak-Franciaországot közös katonai irányítás alá vonták. A katonai kormányzat főleg a belga politikai és társadalmi elittel működött együtt, azon belül is leginkább a flamandokkal, így a Rexista Párt perifériára szorult.

## A légió létrehozása
A Rexista Párt igyekezett minél jobban a megszállók kegyeibe férkőzni és kitúrni a flamandokat. 1941. január 1-jén bejelentette Degrelle, hogy a pártja minden elképzelhető dologban támogatja a németeket. A Barbarossa hadművelet megindulásakor jó lehetőséget látott politikai tőke kovácsolására, amellyel növelhette volna a párt presztízsét. A rivális Flamand Légió szervezése is csaknem egy időben folyt, s a két nemzetiség kollaboránsai közötti vetekedés ellehetetlenítette a közös Belga Légió létrehozását, mely lehetőséget a Rexista Párt még korábban javasolta.
A párt júliusban jelentette be a Vallon Légió szervezését, amit Vallóniai Szabad Hadtest-nek (franciául: Corps Franc Wallonie) is neveztek a sajtóban. A Wehrmacht tisztek azonban igen erősen beleszóltak a szervezésébe, ellentétben a Flamand Légió vagy a Holland Önkéntes Légió létrehozásakor több szabadságot adtak a holland és flamand kollaboránsoknak. A náci fajelméleti „szakemberek” ugyanis nem tekintették eléggé germánnak a vallonokat, így nem is számítottak túl megbízhatónak, hogy a Waffen-SS soraiban szolgáljanak. A megalázó bánásmód nem sokak számára tette vonzóvá a légiót, ezért Degrelle önként jelentkezett, hogy reklámot csinálhasson az egységnek, mint aki magánszemélyként „példát mutat” a vallonoknak. Augusztusig 850 önkéntest sikerült kiállítani, így az egység elérte a zászlóalj méretű létszámot.
A légió Németországba, a kelet-poroszországi Meseritzbe került kiképzésre. Degrelle az egykori Burgundi Hercegség zászlajában levő vörös színű, recés andráskeresztet tette meg az egység szimbólumának, de nem lett hivatalosan elfogadva. Az egyenruhájukon, amely egyezett a Wehrmachtnál rendszeresített uniformissal, a pajzsformájú jelzésben a belga fekete-sárga-vörös trikolór volt, felette a Wallonie felirat.
Az állomány javarésze rexista káderekből kerültek ki, többen szolgáltak már a belga királyi hadseregben illetőleg a párt fegyveres osztagaiban. A pártpropaganda leginkább német háborús erőfeszítések antikommunista célzatát hangsúlyozta, mely így összeegyeztethető a belga hazafisággal és a katolicizmussal is.
A légiónak viszont számos belső problémával kellett szembesülnie: sokan nem voltak hajlandók Hitlerre felesküdni, többeket pedig az orvosi vizsgálatok találtak alkalmatlannak katonai szolgálatra. Emiatt közel egyharmadát a légió állományának már 1941 októberében visszavitték Belgiumba.
A további kiképzéseket a légió a kelet-ukrajnai Donyeckban kapta, ahol rutinszerű katonai feladatokat látott el.

## Katonai részvétel
Kezdetben csak jelentéktelenebb hadműveleteket végeztek a vallon legionáriusok Ukrajnában, így a partizánok ellen kellett harcolniuk, de vannak feltételezések arról, hogy részesei voltak az SS civilek ellen végrehajtott bűncselekményeiben is.
Szolgált egy időben a Légió a háborúban aktívan résztvevő román hadsereg alatt, majd a Wehrmacht 100. vadászhadosztálya alá rendelték. 1942. február 28-án vívta első, jelentősebb összecsapását a Vörös Hadsereggel Donyeck közelében. A harcok és a betegségek annyira megtizedelték a légiót, hogy már az első hónapokban 150 főre csökkent a létszáma. A veszteségek ezt követően is, 1942-ben csak fokozódtak.
A Vallon Légió 1942 júliusában a Don-kanyarba, majd onnan a kaukázusi frontra került. Bár az állományát eddigre feltöltötték egy újabb, Belgiumból jövő utánpótlással, de egyik alkalommal egyetlen hadművelet során több mint 850 embert vesztettek és a harcokban személyesen részt vevő Degrelle is súlyosan megsebesült. Novemberre a légió állománya már csak 187 fő volt.
Hogy a veszteségeket pótolni tudják egyre nagyobb hangsúlyt helyeztek a toborzásra, ezért a belépési korhatáron is lazítottak. 1942 februárjában kezdődött a második regrutálás, amikor is 450 embert sikerült összegyűjteni, szintén elsősorban a Rexista Pártból és annak is leginkább az ifjúsági szárnyából, illetőleg a fegyveres osztagokból. A harmadik toborzási kampány novemberben indult, akkor már 1700 embert sikerült bevonni, s ugyancsak jelentős számban rexista tagokat. A párttagság állományának csökkenése a párt erőteljes meggyengülését vonta maga után, amely így nem tudott aktívan hozzájárulni a belga politikához és kiesett a fontos tervezetekből. Próbálkoztak újoncokat toborozni a még 1940 elfogott és azóta is német fogságban levő belga hadifoglyok között, de csak 140 embert sikerült csatlakozásra bírni. Degrelle mégis hatékonyabb politikai eszköznek tekintette a légiót, mint a pártot, ezért már sokkal nagyobb hangsúlyt is helyezett rá. Amikor nem tudott a párt saját soraiból beszervezni embereket, főleg a háború második felében, az önkénteseket kalandorokból, semmirekellőkből és munkanélküliekből toborozták, akik nem láttak más esélyt a megélhetésre.
Degrelle törekvései rá nézve persze nem voltak eredménytelenek, hisz sikerült felértékelnie magát a német vezetők, különösen Himmler szemében. 1942 első felében tett katonai szolgálataiért előléptették, sőt a Vaskeresztet is elnyerte, majd 1943-ban, külföldi önkéntesként egyedülálló módon a Vaskereszt Tölgyfaleveles Lovagkeresztjének is tulajdonosa lett.

## A vég
1942 végén Himmler elismerte a germán faj részének a vallonokat, ezzel megkezdődött a Vallon Légió teljes beintegrálása a Waffen-SS-be. A légiót dandárrá szervezték, létszáma 2000 fő volt, s a neve hivatalosan SS-Sturmbrigade Wallonien lett. A továbbiakban viszont már nem lehetett kapcsolat a dandár és a Rexista Párt között. Degrelle is 1943-ban nagyrészt pártját népszerűsítő körúton volt Németországban.
1943 novemberétől a rohamdandár a Dnyeper és Kárpátok között zajló offenzívában vett részt. Az SS Viking páncéloshadosztály alatt harcolva a Korszun és Cserkaszi közti katlanban harapófogóba került, s a harcokban állománya 70%-át elvesztette: csupán 632 ember maradt meg. Elesett a parancsnok, Lucien Lippert is. A vallon önkéntesek másik különítménye az ún. Tannenberg-vonal védelmében harcolt Észtországban, 1944 júniusában, s szintén súlyos veszteségeket szenvedett. A vallon kollaboránsokat a németek nagyra tartották, főleg a Cserkaszinál elszenvedett veszteségeik miatt és a propaganda is felkarolta történetüket. A visszatérő túlélők Brüsszelben és Charleroi-ban nagy katonai felvonuláson vettek részt, amelyre a német alakulatok, a látvány fokozása végett, páncélozott harcijárműveket is kölcsönadtak nekik. Lippert halála után Degrelle lett a parancsnok.

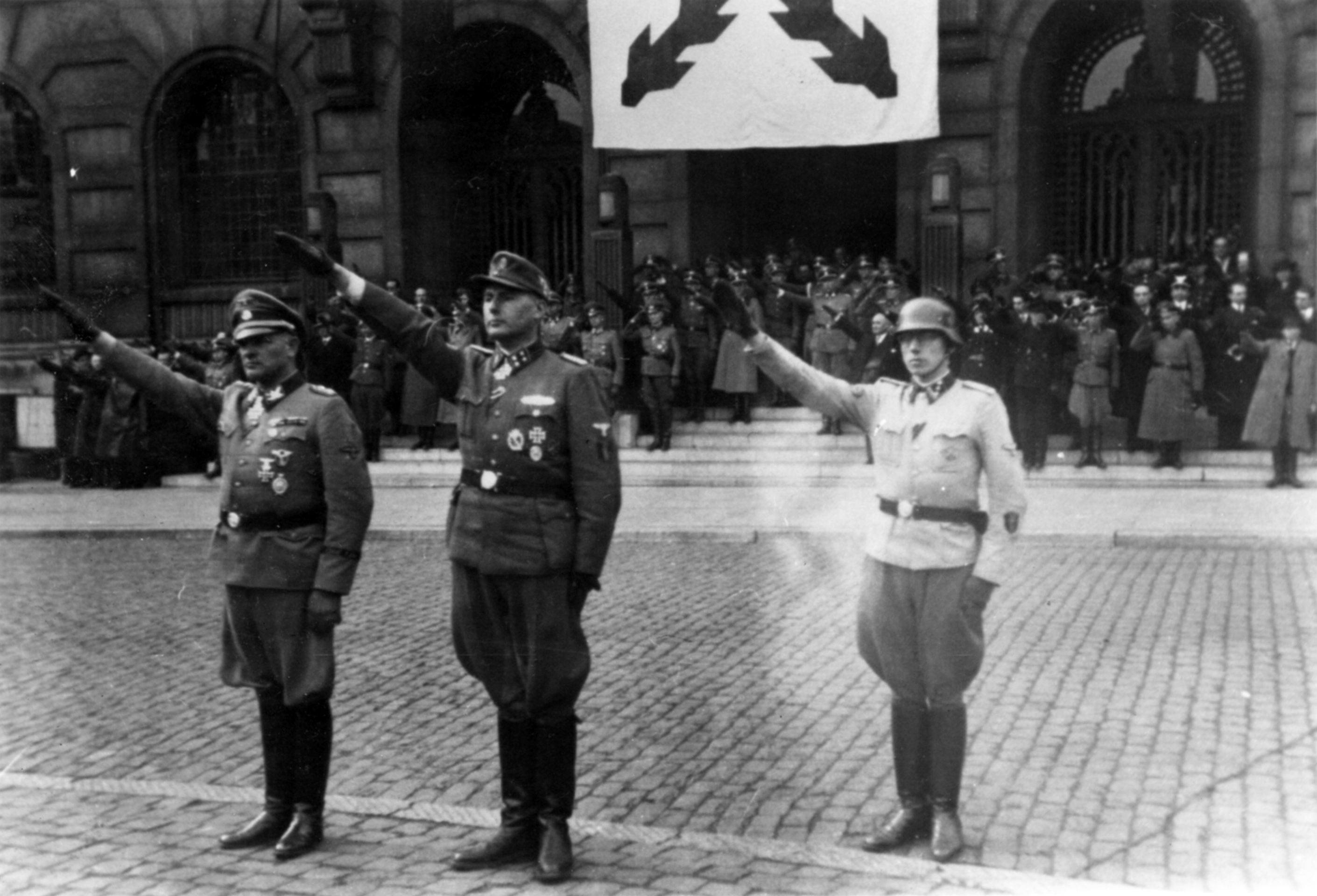
Degrelle (középen) üdvözli a felvonuló vallon önkénteseket Charleroi-ban (1944. április 1.).

A normandiai partraszállást követően a szövetséges csapatok gyorsan elérték Belgiumot. A vallon önkéntesek ekkor Frankföldön tartózkodtak, de gyorsan áttelepítették őket a Narva mellé, ahol addigi ellenlábasaikkal, a flamandokkal kellett harcolniuk együtt a szovjet csapatok ellen.
A szövetséges bevonulást követően Degrelle besoroztatta a Belgiumból elmenekült kollaboránsokat a dandárba, amelynek sikerült hadosztályi státuszt kieszközölnie. 1944 októberében létrejött az új egység 28. SS-Freiwilligen-Grenadier-Division Wallonien. A létszám növelése érdekében francia kollaboránsokat, illetve a spanyol-portugál Kék Hadosztály hátra maradt katonáiból szervezett egységet, a Kék Légió-t osztották még be.
1945 elején a vallon-francia-spanyol egység Pomeránia védelmében harcolt az oroszok ellen. Egy hónapon belül 700 főre csökkent a létszáma. Ebből további 650 fő esett el, amikor támadást intéztek az ellenség hídfője ellen, az Odera folyónál. A túlélők ezután Schleswig-Holsteinba illetve Dániába kerültek evakuálásra. Degrelle még találkozott Himmlerrel Plönben, de mivel parancsot nem kapott tőle, ezért Norvégiába menekült. Az egykori Vallon Légió maradéka megadta magát az angoloknak Lübeck mellett, hogy elkerüljék a szovjet hadifogságot.

## Parancsnokok
- Georges Jacobs (1941 augusztus – 1942 január)
- Pierre Pauly (1942 január – 1942 március)
- George Tchekhoff (1942 március – 1942 április)
- Lucien Lippert (1942 április – 1944. február 13.)
- Léon Degrelle (1944 február − június)
- Karl Burk (1944. június 21. – 1944. szeptember 18.)
- Léon Degrelle (1944. szeptember 18. – 1945. május 8.)

## Utóélete
Degrelle Norvégiából Spanyolországba távozott. Távollétében halálra ítélték. 1994-ben hunyt el Málagában.
Az általa kreált Vallon Légióban 7-8 ezer ember fordult meg fennállása alatt, de egyszerre 2000 embernél több nem fordult meg a harcokban. Mintegy 1337 fő esett el a keleti fronton, sokan kerültek továbbá fogságba.
A háború után nem történtek felelősségre vonások, csupán átnevelési és képzési programokon vettek részt a valamikori tagok. 1992-ben még legalább 1000 egykori tagja élt a légiónak. Sokan nem bánták meg a légióban tett szolgálatot, mondván nem tudtak a nácik háborús és emberiségelleni bűntetteiről.